# Vườn quốc gia Alerce Costero
Vườn quốc gia Alerce Costero (tiếng Tây Ban Nha: Parque Nacional Alerce Costero, phát âm tiếng Tây Ban Nha: [aˈlerse kosˈteɾo]) là một khu vực hoang dã được bảo vệ nằm trong dãy Cordillera Pelada thuộc tỉnh Ranco, nằm cách Valdivia khoảng 137 km và 49 km từ La Unión. Fitzroya cupressoides có tên địa phương là Alerce là loài cây phát triển và được bảo vệ khu vực cũng là nguồn gốc tên của vườn quốc gia này. Alerce Costero dịch như là "Alerce ven biển". Nó có tổng diện tích là 24.000 ha.

## Lịch sử
Ngày 3 tháng 1 năm 1987 chính phủ Chile thành lập Di tích thiên nhiên Alerce Costero. Năm 2012, khu vực này được nâng cấp lên thành vườn quốc gia, do Cục Lâm nghiệp Chile quản lý. Vườn quốc gia này nằm liền kề với Khu dự trữ duyên hải Valdivia..

## Tự nhiên
Vườn quốc gia nằm trong khu vực có khí hậu ôn đới nhiều mưa, với thời tiết mưa quanh năm. Nó có nhiệt độ ấm hơn so với phần còn lại của vùng Los Ríos, với nhiệt độ trung bình hàng năm là 12 °C, cao nhất là 17,2 °C vào tháng 1 và thấp nhất đạt 7,6 °C trong tháng 7.
Điểm cao nhất tại vườn quốc gia đạt 1.048 mét. Nơi đây là một phần của vùng sinh thái Rừng mưa ôn đới Valdivia, thuộc các thị trấn ven biển Corral và La Unión.
Các loài thực vật đáng chú ý tại đây ngoài Alerce còn có Canelo, Ciprés de las Guaitecas (bách Guaitecas), Tineo, Rocio del sol, Violeta del Pantano và loài Cử Chiloé (Nothofagus nitida). Về động vật, đây là nhà của một số loài đáng chú ý tại Nam Mỹ bao gồm Mèo Kodkod, Báo sư tử, Chồn Nam Mỹ, Pudu và Gõ kiến Magellan.